# ألجيرداس برازوسكاس
ألجيرداس ميكولاس برازوسكاس (بالليتوانية: Algirdas Mykolas Brazauskas) وهو سياسي ليتواني ولد في يوم 22 سبتمبر 1932 في مدينة روكيشكيش في ليتوانيا وهو أول رئيس لليتوانيا بعد إستقلالها من الاتحاد السوفيتي السابق من سنة 25 فبراير 1993 إلى 25 فبراير 1998 وقد كان قبل ذلك السكرتير الأول للحزب الشيوعي السوفيتي في جمهورية ليتوانيا الاشتراكية السوفيتية من سنة 1988 إلى سنة 1989 وبعد رئاسته أصبح رئيس مجلس الوزراء ليتوانيا من يوم 3 يوليو 2001 إلى يوم 31 مايو 2006 وفي 2008 أصيب بورم لمفي وتوفي في يوم 26 يونيو 2010.

## روابط خارجية
- ألجيرداس برازوسكاس على موقع مونزينجر (الألمانية)
- ألجيرداس برازوسكاس على موقع إن إن دي بي (الإنجليزية)